# میکروسکوپ یونی

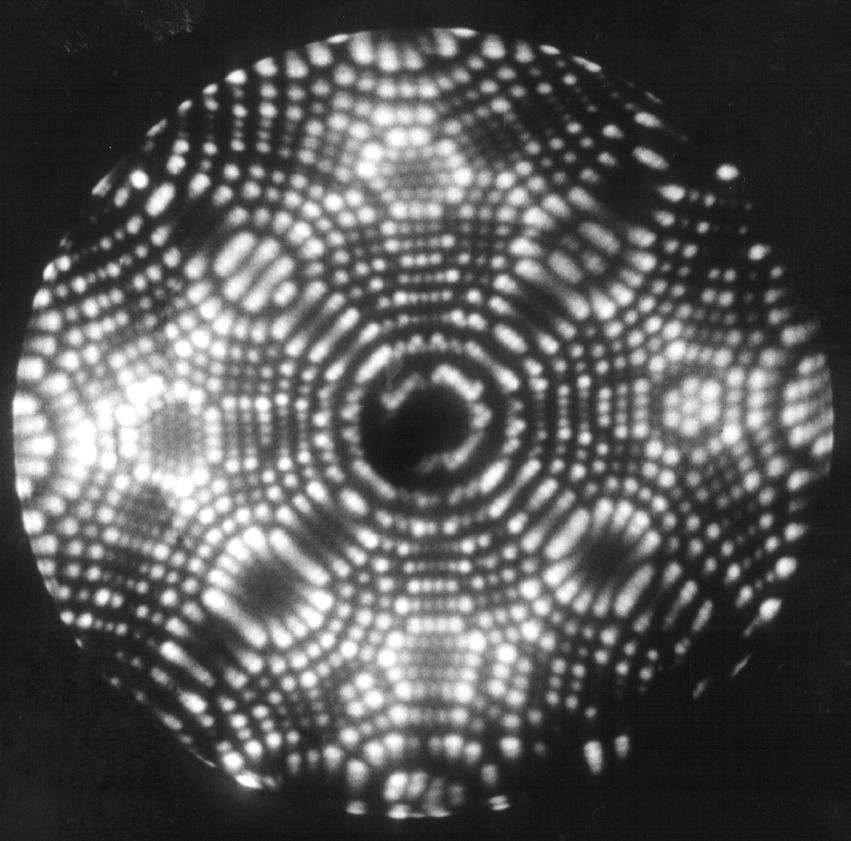
تصویر برداری میکروسکوپ یونی از انتهای یک تیغه ی تیز سوزنی شکل پلاتین. هر نقطه ی روشن یک اتم پلاتین است

میکروسکوپ یونی یا میکروسکوپ میدان یونی (به انگلیسی: Field ion microscope) در سال ۱۹۵۱ میلادی توسط فیزیک دان آلمانی ، اروین ویلهلم مولر ، اختراع شد.  این میکروسکوپ یکی از انواع میکروسکوپ است که می‌تواند برای تصویر برداری از چیدمان اتم‌ ها در سطح یک نوک (تیغه) فلزی تیز مورد استفاده قرار بگیرد. 
در ۱۱ اکتبر ۱۹۵۵ میلادی ، اروین مولر و دانشجوی دکترایش ، کانوار بهادر (در دانشگاه ایالت پنسیلوانیا) ، اتم‌های منفرد تنگستن را در سطح یک تیغه ی تیز تنگستن مشاهده کردند. آن‌ها برای این کار دما را تا ۲۱ درجه کلوین کاهش دادند و از گاز هلیوم برای تصویر برداری استفاده کردند. مولر و بهادر اولین افرادی بودند که اتم های منفرد را به صورت مستقیم مشاهده کردند.

## مقدمه
در میکروسکوپ یونی، یک نوک (تیغه) فلزی تیز ساخته شده و در یک محفظه با مکش فوق العاده زیاد قرار داده می شود. این محفظه پس از خالی شدن از هر نوع گازی، با یک گاز مخصوص تصویر برداری مانند هلیوم یا نئون دوباره پر می شود. شعاع نوک فلزی ساخته شده کمتر از ۵۰ نانومتر است و تا دماهایی بین ۲۰ تا ۱۰۰ درجه ی کلوین سرد می شود. یک ولتاژ مثبت ۵ تا ۱۰ کیلو ولت به تیغه فلزی اعمال می شود.  

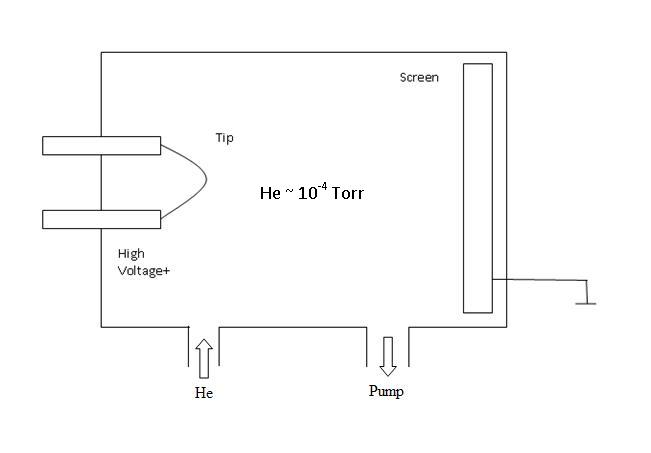
طرح واره ای از آزمایش FIM (میکروسکوپ یونی)

اتم های گازی جذب شده بر روی تیغه تیز ، توسط میدان الکتریکی قوی در نزدیکی تیغه یونیزه می شوند. (به عبارتی یونیزاسیون یا یونش میدانی اتفاق می افتد.) این اتم های گازی دارای بار مثبت شده و بنابراین از تیغه دفع می شوند. انحنای سطح نزدیک به تیغه باعث بزرگنمایی طبیعی می شود و یون ها در جهت تقریباً عمود بر سطح دفع می شوند (اثر "فرافکنی نقطه ای"). یک آشکارساز نیز برای جمع کردن این یون های دفع شده قرار داده شده است و با جمع آوری همه ی یون های دفع شده تصویری تشکیل می شود. این تصویر می تواند از چنان وضوحی برخوردار باشد که بتوان از اتم های منفرد در سطح تیغه هم تصویربرداری کرد.   
در میکروسکوپ های معمولی، وضوح فضایی و مکانی باتوجه به طول موج ذراتی که برای تصویربرداری استفاده می شود، محدود می شود. برخلاف این میکروسکوپ‌ها، میکروسکوپ یونی (میدان یونی) وضوح در حد اتم و بزرگنمایی درحدود چند میلیون برابر دارد. 

## طراحی ، محدودیت ها و کاربردها
تصویر برداری از همه نوع موادی نمی‌تواند با میکروسکوپ یونی انجام شود و از این نظر محدودیت وجود دارد. به این معنی که ماده ی موردنظر برا تصویر برداری باید قابلیت ساخته شدن به شکل تیز را داشته باشد ، بتواند در محفظه با مکش فوق العاده زیاد قرار گیرد و میدان های الکترو استاتیکی قوی را تحمل کند. به همین دلیل فلزات نسوز که دمای ذوب بالایی دارند، مواد مرسومی برای این نوع تصویر برداری به شمار می روند؛ مانند تنگستن ، مولیبدن ، پلاتین و ایریدیم. برای ساختن تیغه ها و نوک های فلزی مورد استفاده در میکروسکوپ یونی ، از شیوه های الکتروپولیش یا پرداخت شیمیایی سیم های نازک فلزی استفاده می شود. گرچه این تیغه های ساخته شده معمولاً دارای عیوب و ناهنجاری های زیادی هستند. از این رو برای آماده سازی نهایی آن ها ولتاژ تیغه را بالا برده و بر اساس تبخیر های ناشی از میدان، این ناهنجاری ها و عیوب حذف شده و از بین می روند. تبخیر میدانی یک فرایند ناشی از میدان است که معمولاً در بازه ی ۲ الی ۵ ولت بر آنگستروم اتفاق می افتد و در آن شدت میدان را بسیار بالا برده و اتم ها از سطح ماده حذف می شوند. 

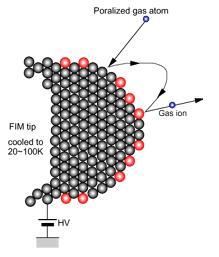
فرایند شکل گیری تصویر میکروسکوپ یونی (FIM)

در این بین، میدان الکتریکی با شدت بسیار زیاد باعث کاهش انرژی اتصال مؤثر اتم به سطح شده و همچنین سرعت تبخیر خیلی زیادی ایجاد می کند که این سرعت تبخیر ، نسبت به سرعت تبخیر مورد انتظار در دمای آزمایش و در حالت بدون میدان الکتریکی بسیار بیشتر است. این فرایند به نوعی خودتنظیمی است و اتم هایی که در موقعیت های دارای انحنای موضعی زیاد قرار دارند ، مانند اتم های روی برآمدگی یا اتم های برآمده ، به صورت ترجیحی و خود به خود حذف می شوند. هم چنین شعاع نوک تیغه هایی که در این میکروسکوپ ها استفاده می شوند در حدود ۱۰۰ الی ۳۰۰ آنگستروم هستند؛ که در مقایسه با این تیغه ها در میکروسکوپ های نشری میدانی (به انگلیسی: Field Emission Microscopy) تیزتر هستند. شعاع نوک تیغه های مورد استفاده در آزمایش های FEM تقریباً ۱۰۰۰ آنگستروم می باشند.
میکروسکوپ یونی برای مطالعه ی رفتار دینامیکی سطوح و همچنین رفتار آداتوم ها (اتم ها) بر روی سطوح استفاده می شود. مسائل بررسی شده توسط این میکروسکوپ موارد متعددی را شامل می شوند. از جمله : پدیده های جذب-دفع ، نفوذ سطحی آداتوم ها و خوشه ها ، فعل و انفعالات آداتوم-آداتوم ، حرکت مرحله ای ، شکل تعادلی کریستال و غیره. (به عنوان توضیح مختصر، آداتوم اتمی است که بر روی یک صفحه در ساختار بلوری قرار دارد و می توان آن را نقطه مقابل یک حفره یا فضای خالی دانست.) البته در این مطالعات و آزمایش ها باید به این نکته توجه داشت که سطح های محدود (برای مثال اثرات لبه ای) و همچنین حضور میدان الکتریکی قوی ممکن است بر روی نتایج تاثیر بگذارند. 